# Comtat de Blount (Alabama)
El comtat de Blount és un comtat dels Estats Units a Alabama. Segons el cens del 2020, la població era de 22,293 persones. La seu del comtat és Oneonta.